# توماس سناکیس
توماس سناکیس (یونانی: Θωμάς Ξενάκης؛ ۳۰ مارس ۱۸۷۵ – ۷ ژوئیهٔ ۱۹۴۲) یک ژیمناست هنری اهل یونان بود.
از افتخارات وی میتوان به کسب مدال نقره طناب‌نوردی و پارالل تیمی در بازی‌های المپیک تابستانی ۱۸۹۶ اشاره کرد.